# Пашинцев, Иван Алексеевич
Иван Алексеевич Пашинцев (1896, Москва — 1980, Москва) — советский врач, политический деятель, преподаватель и философ.

## Биография
Родился в 1896 году в Москве. 
- В 1918 году вступил в ВКП(б).
- В 1919 году поступил на медицинский факультет МГУ,
  - который он окончил в 1924 году.
- В 1926 году поступил в Институт красной профессуры,
  - который окончил в 1931 году.
- С 1938 по 1941 год заведовал кафедрой диалектического и исторического материализма в 1-м Московском медицинском институте имени И. М. Сеченова.
- В 1941 году в связи с началом Великой Отечественной войны оставил кафедру и ушёл добровольцем на фронт.
- После окончания войны он вернулся в институт и был избран доцентом;
- затем, с 1955 по 1967 год, заведовал кафедрой основ марксизма-ленинизма, а
- с 1967 по 1969 год заведовал кафедрой марксистско-ленинской философии.
- В 1969 был избран профессором кафедры марксистско-ленинской философии.
  - С 1969 по 1980 год трудился профессором кафедры марксистско-ленинской философии.

Скончался в 1980 году в Москве. Кремирован, урна с прахом захоронена на Новодевичьем кладбище рядом со своей женой.

## Личная жизнь
Был женат на Марии Пашинцевой (1896—1974).

## Научные работы
Основные научные работы посвящены вопросам медицины.
- Занимался разработкой философских и социальных вопросов медицины.

## Избранные сочинения
- Пашинцев И. А. «К. Маркс и Ф. Энгельс о социальных основах здравоохранения», 1953.